# Antoine Janis
Antoine Janis (1824-1890) était un marchand de fourrures franco-américain du XIXe siècle et un ancien fermier du comté de Larimer au Colorado. Il est le premier colon blanc permanent enregistré dans le nord du Colorado et a fondé la ville de Laporte en 1858.

## Biographie
Antoine Janis est né à Saint Charles (Missouri) le 26 mars 1824, d'un père français et d'une mère mulâtresse. Jeune, Antoine voyage avec son père à bord de caravanes marchandes. En 1836, il voyage avec son père dans une caravane le long de la vallée de la rivière Cache la Poudre dans l'actuel comté de Larimer. Il est possible mais non établi, que la rivière ait obtenu son nom lors de ce voyage.
En 1844, il voyage seul vers l'ouest, travaillant avec son frère Nicolas comme éclaireur et interprète au Fort Laramie, où il épouse Premier Elan, une femme de la tribu des Sioux Oglalas. En revenant d'un voyage au Mexique, il traverse le Colorado actuel le long de la vallée de la Poudre, arrivant à l'endroit où la rivière sort des contreforts de la vallée. Il se déclare émerveillé de la beauté de la vallée, l'appelant « le plus bel endroit sur terre ». À l'époque, la région n'est pas ouverte à la colonisation mais fait partie du territoire de chasse des Arapahos et des Cheyennes. En juin 1844, Janis pose une borne à côté de la rivière, juste à l'ouest de l'actuelle ville de Laporte, dans l'espoir d'y revenir une fois qu'il sera possible de déposer légalement une demande en propriété.

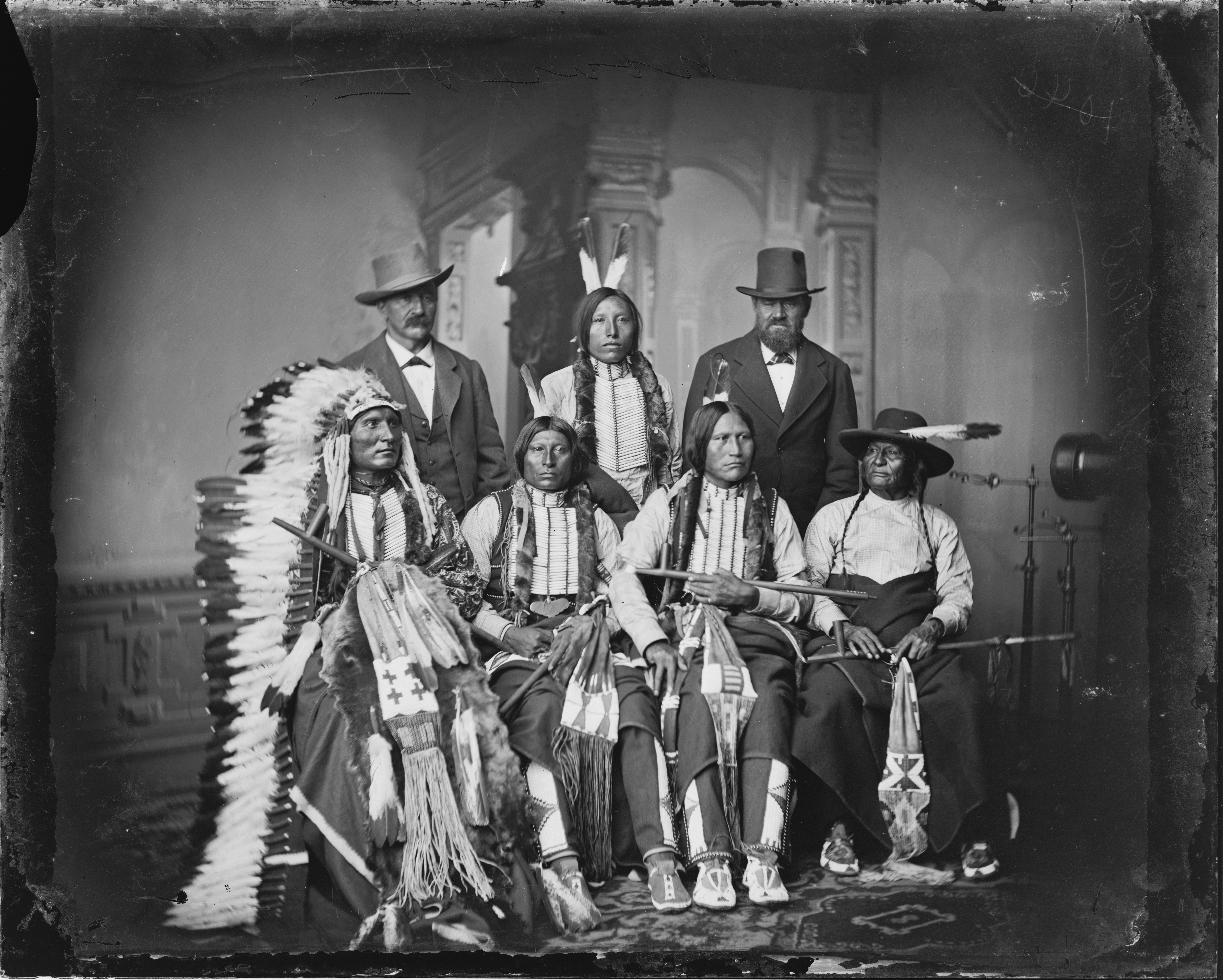
Antoine Janis avec un groupe de Sioux, 1875

L'ouverture à la colonisation du territoire de l'ouest du Nebraska permet à Janis de retourner dans la région en 1858 avec sa demande déposée. Il est accompagné d'un groupe d'autres colons de Fort Laramie, dont John B. Provost, ses frères Francis et Nicolas Janis, Antoine LeBeau, Tood Randall, EW Raymond, B. Goodman, Laroque Bosquet (alias Rock Bush) et Oliver Morrisette.  Son arrivée dans la région avec sa femme se déroule un an avant le flot de prospecteurs de la ruée vers l'or du Colorado en 1859. Antoine Janis s'installe dans la région avec environ 150 Arapahos qui l'accompagnent sur place. Avec les autres membres de son groupe, il fonde la ville de Colona, qui devint plus tard Laporte. L'année suivante, il érige une petite maison de bois sur le côté sud de la rivière la Poudre où il tient une épicerie et une taverne.
Il continue à vivre dans la région jusqu'en 1878, quand un ordre général du gouvernement fédéral force sa femme à déménager à la réserve indienne de Pine Ridge dans le Dakota du Sud. Janis vend sa cabane et accompagne sa femme à la réserve, où il meurt en 1890.
En 1939, la cabane en bois de Janis est déplacée de Laporte à son emplacement actuel à côté du musée de Fort Collins. La cabane fait partie du parc du musée ouvert au public et a été partiellement restaurée pour les visites.